# یانگ لیان
یانگ لیان (متولد ۱۶ اکتبر ۱۹۸۲) یک وزنه‌بردار چینی است.
یانگ در مسابقات وزنه‌برداری قهرمانی جهان در سال ۲۰۰۶ در رده وزنی ۴۸ کیلوگرم موفق به کسب مدال طلا شد. او با مهار وزنه ۹۸ کیلوگرم در حرکت یکضرب و وزنه ۱۱۹ کیلوگرم در دوضرب و در مجموع ۲۱۷ کیلوگرم موفق به شکستن رکورد یکضرب و مجموع جهان شد.